# Antonia Prebble
Antonia Mary Prebble (ur. 6 czerwca 1983 w Wellington) – nowozelandzka aktorka filmowa.

## Filmografia
- Mirror, Mirror II – Mandy McFarlane (1997)
- William Shatner's Twist in the Tale – Jem (1997)
- A Twist in the Tale – Jem (odc. A Crack in Time, 1999)
- The Tribe – Trudy/Supreme Mother (1999-2003)
- Dark Knight – Ruth (odc. Damned, 2001)
- Power Rangers Dino Grzmot – Krista (odc. Pasja Connera, Rażeni Gromem, cz. 2)
- Power Rangers S.P.D. – Nova (głos, odc. Finał, cz. 2)
- Outrageous Fortune – Loretta West (2005)
- Power Rangers: Mistyczna moc – Clare